# Меклина, Маргарита Маратовна
Маргари́та Мара́товна Ме́клина (род. 1972, Ленинград) — русский прозаик, эссеист и журналист, пишущая на русском и английском языках.

## Биография
Выросла в Санкт-Петербурге, училась на филологическом факультете Российского педагогического университета. Имеет также образование программиста. С 1994 года проживает в Сан-Франциско.
Дебютировала в литературе публикациями рассказов в молодёжной еврейской газете «Бадэрэх» (вып. 6, декабрь 1993), в альманахах «Вавилон» (1996) и «Митин журнал» (1997), затем последовали публикации в журналах и альманахах «Улов», «Зеркало», «Новый берег», «Новая юность», «Урал», «Воздух», «Русская проза» и других.

## Признание
- Лауреат премии Андрея Белого в номинации «Проза» (2003) «за героическое неразличение реального и возможного миров, за книгу „Сражение при Петербурге“ — побочный трофей этого неразличения»[2].
- Лауреат «Русской Премии» за 2008 год в номинации «Малая проза» за книгу «Моя преступная связь с искусством»[3].
- Лауреат премии «Вольный Стрелок: серебряная пуля» издательства «Franc tireur» (2009). Финалист премии «Нонконформизм-поступок 2013».
- Финалист премии «НОС» (2014)[4]. Финалист премии «Нонконформизм-поступок 2016»[5].
- Лауреат «Литературной премии Марка Алданова» за 2018 год за короткую повесть «Улай в Литве»[6].